# Steagul alb-albastru-alb
Steagul alb-albastru-alb (rusă Бело-сине-белый флаг, БСБ) sunt un steag care a devenit un simbol al protestelor împotriva războiului în 2022 în Rusia în timpul războiului ruso-ucrainean (invazia rusă a Ucrainei). Steagul a fost menționat pentru prima dată pe Twitter pe 28 februarie 2022, după care s-a răspândit în rândul forțelor de opoziție ruse. Potrivit activiștilor, steagul este în primul rând un simbol al unirii oamenilor pentru pace și libertate. S-a remarcat și continuitatea cu versiunea anterioară a drapelului Veliky Novgorod. Una dintre cele mai importante instituții de guvernare ale Republicii Novgorod a fost „Camera Novgorod”, care a limitat puterile prințului în contrast cu Cnezatul Vladimir-Suzdal.

## Standardizarea dimensiunilor și culorii
| Culoare | Alb         | Albastru   | Alb         |
| ------- | ----------- | ---------- | ----------- |
| Pantone | alb         | 2925C      | alb         |
| CMYK    | 0,0,0,0     | 100,41,5,0 | 0,0,0,0     |
| RGB     | 255.255.255 | 0.131.214  | 255.255.255 |
| HTML    | #FFFFFF     | # 0083D6   | #FFFFFF     |

## Istorie

Steagul orașului Veliky Novgorod în perioada 1994-2006

Primul loc cunoscut pentru a folosi steagul alb-albastru-alb a fost site-ul web al statului virtual Republica Novgorod ("Republica Novgorod"), care a apărut în 2006 (cele mai vechi pagini ale site-ului din arhiva web datează din 2010). Steagul a fost bazat pe steagul oficial de atunci al Veliky Novgorod. Potrivit creatorului site-ului, programatorul american Martin Posthumus, proiectul a fost conceput ca un exemplu de istorie alternativă în care trupele Republicii Novgorod au învins trupele Principatului Moscovei în bătălia de la Shelon.
Într-o postare din 25 noiembrie 2013, un utilizator al lui LJ truvor a menționat steagul Novgorod alb-albastru-alb „fără stema Catherinei” drept „o alegere excelentă pentru viitoarea noastră republică”. Potrivit lui, „Novgorod, chiar și complet distrus și călcat în picioare, este o fantomă a Rusiei reale. Hoarda, care și-a însușit istoria Rusiei, simt inconștient amenințarea răscoalei Rusiei din mormântul de la Novgorod”.
A fost propus pentru prima dată pentru utilizare ca steag alternativ al Rusiei de către utilizatorul „Live Journal” Andrei Chudinov pe 22 august 2019. 
În legătură cu protestele împotriva războiului, a fost menționat pentru prima dată pe Twitter pe 28 februarie 2022 și a fost larg acceptat de forțele de opoziție. A fost folosit în protestele împotriva războiului din Tbilisi, Georgia, precum și în Germania, în Cipru și Ekaterinburg, Rusia.
Potrivit activiștilor, simbolizează lupta pentru pace și libertatea gândirii. Roșul, care este asociat cu sângele și trecutul sovietic, a fost înlocuit cu alb pașnic. Combinația de culori amintește, de asemenea, vechiul steag al Veliky Novgorod ca amintire a tradițiilor Republicii Novgorod.
Potrivit unor activiști, principala diferență față de steagul Rusiei - lipsa unei dungi roșii - este un simbol al protestului, deoarece respinge cultul războiului, expansiunea militară, arată o nouă pagină în istoria Rusiei, unde nu este loc. pentru autocrație, militarism, violență și sânge. Potrivit acestora, aspectul drapelului a fost inspirat de simbolurile perioadei de stat Veliky Novgorod, care, potrivit activiștilor, a fost centrul Republicii Novgorod și este singurul candidat la titlul de adevărată democrație din istoria Rusiei. Asemănarea cu steagul BCHB se numește simbolism special. Culorile în sine, conform unor activiști, caracterizează pacea, puritatea, prudența (alb), precum și adevărul și dreptatea (albastru).

Steagul de stat al Federației Ruse din 1991 până în 1993

Banda albastră din mijloc este aproape de culoarea drapelului rus, care a fost folosit între 1991 și 1993.

## Opoziție din partea autorităților
Pe 6 martie 2022, o locuitoare a Moscovei, Anna Dubkova, a fost reținută de un ofițer de poliție în cadrul planului „Interceptare” din cauza steagului alb-albastru-alb pus pe mașina ei. Protocolul prevede că steagul este un simbol al „... protestelor împotriva războiului răspândite în rândul forțelor de opoziție”. Instanța a condamnat-o pe Anna Dubkova la 15 zile de închisoare în conformitate cu articolul 19.3 din Codul contravențiilor administrative.

## Galerie

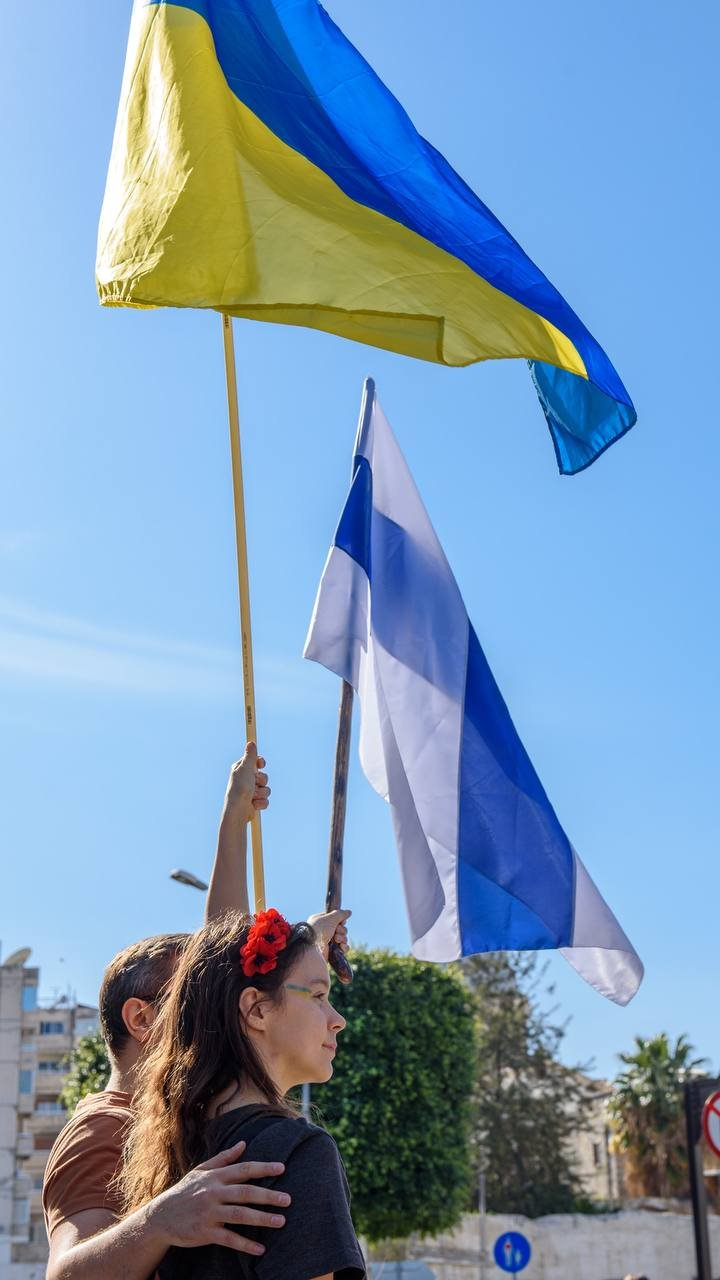
Steagul de stat al Ucrainei și steagul de protest al Rusiei

## Steaguri similare

Steagul Veliky Novgorod 1994–2006
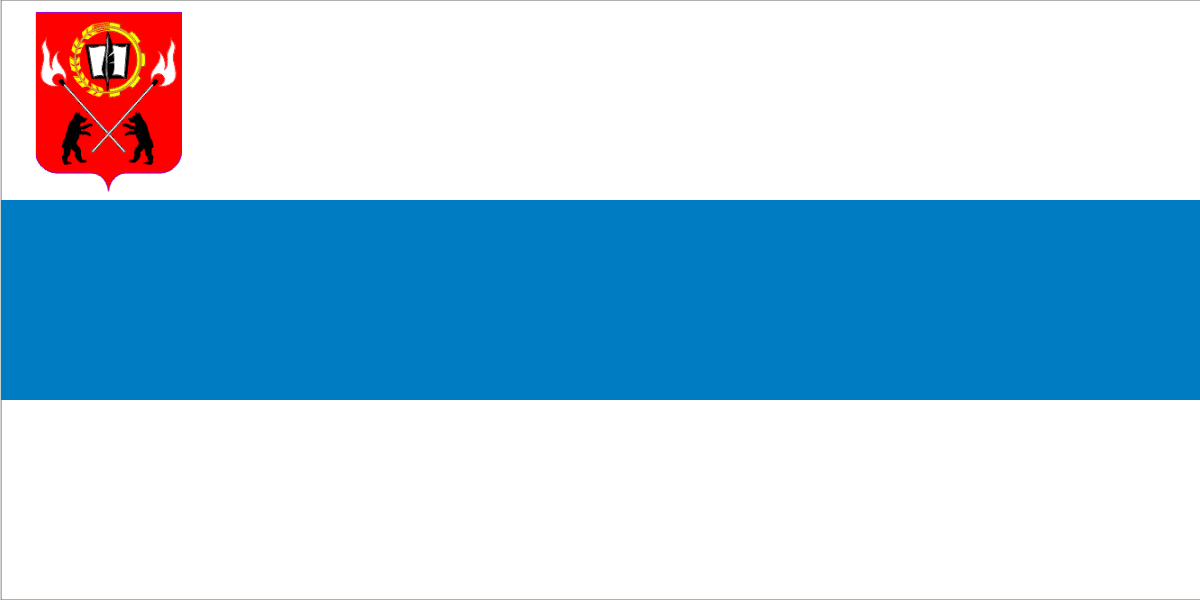
Steagul districtului Chudiv din regiunea Novgorod 1997–2008
Steagul statului virtual Veishnoria
Steagul cantonului elvețian Zug